# Steganacaridae
Steganacaridae är en familj av spindeldjur. Steganacaridae ingår i ordningen kvalster, klassen spindeldjur, fylumet leddjur och riket djur.
Familjen innehåller bara släktet Steganacarus.